# 랜덤채팅의 그녀!
《랜덤채팅의 그녀!》는 박은혁 작가가 화요일마다 네이버 웹툰에서 연재하는 웹툰이다.

## 줄거리
고등학생 최준우가 랜덤채팅을 하며 생기는 일을 그렸다.

## 등장인물
- 최준우

본작의 주인공이다. 박하민의 남친이다.
- 박하민

준우와 같은 학교를 다니고 있으며, 최준우의. 여친이다.
- 윤성아

준우의 랜덤 채팅 상대였으면, 임대현과 사귀고있다.
- 이태양

준우의 친구이다.
- 이유리

준우의 친구이다.
- 임대현

준우가 속한 반의 반장이다. 윤성아와 사귀고 있으며,
- 서리라

준우의 랜덤 채팅 상대로, 준우를 짝사랑하고 있다.
- 양지원

이태양의 친구이다.
- 한솔

윤성아의 친구이다.
- 유종화

준우의 친구이다.
- 세라

준우의 랜덤 채팅 상대이다.